# Marko Polo (Schiff)
Die Marko Polo ist ein 1973 unter dem Namen Peter Wessel in Dienst gestelltes Fährschiff der kroatischen Reederei Jadrolinija. Sie wird seit 2011 auf der Strecke von Ancona nach Split sowie in den Sommermonaten nach Stari Grad eingesetzt.

## Geschichte

### Peter Wessel(1973–1984)
Die Peter Wessel wurde am 22. April 1971 unter der Baunummer 212 bei Ateliers & Chantiers du Havre in Le Havre auf Kiel gelegt und lief am 23. Oktober 1972 vom Stapel. Nach der Übernahme durch die Reederei A/S Larvik am 20. Juli 1973 und einer Rundreise um Norwegen für Werbezwecke nahm das Schiff am 19. August den Fährdienst zwischen Larvik und Frederikshavn auf.
Bis auf einen kurzzeitigen Ausfall wegen eines Maschinenschadens im Juni 1975 verlief die Dienstzeit der Peter Wessel ohne größere Vorkommnisse.

### Zeeland(1984–1986)
Sie blieb bis März 1984 im Dienst und wurde anschließend als Zeeland an die niederländische Stoomvaart Maatschappij Zeeland (S.M.Z.) verkauft, um ab April desselben Jahres zwischen Hoek van Holland und Harwich eingesetzt zu werden.

### Stena Nordica(1986–1988)
Im November 1985 ging das Schiff in den Besitz der Stena Line über, blieb jedoch noch bis März 1986 für die S.M.Z. im Einsatz. Nach einem Werftaufenthalt in Rotterdam nahm die Fähre am 4. Mai 1986 unter dem Namen Stena Nordica den Dienst auf der Strecke von Moss über Frederikshavn nach Göteborg auf.

### Marko Polo(seit 1988)
Im November 1988 wechselte die Stena Nordica als Marko Polo zu ihrem heutigen Betreiber Jadrolinija. 1989 nahm sie den Dienst zwischen Ancona, Korfu, Patras, Dubrovnik, Split und Venedig auf. In ihren ersten Dienstjahren für Jadrolinija wurde die Fähre zudem mehrfach verchartert. So lag sie unter anderem von Oktober 1989 bis Januar 1990 als Unterkunftsschiff für DDR-Auswanderer in Hamburg und wurde von Januar bis November 1992 von der TT-Line auf der Fährverbindung Rostock–Trelleborg eingesetzt.
Am 24. Oktober 2009 lief die Marko Polo auf einer Überfahrt von Rijeka nach Bari auf Grund und wurde leicht am Rumpf beschädigt. Die Reparatur dauerte ein halbes Jahr an. Am 24. Mai 2010 kehrte das Schiff in den Dienst zurück.
In ihrer mittlerweile 30 Jahre andauernden Dienstzeit für Jadrolinija wechselte die Marko Polo mehrfach die Einsatzstrecke. Bis 2010 war sie zwischen Rijeka, Split, Stari Grad, Korčula und Dubrovnik unterwegs. Seit 2011 verbindet sie Ancona und Split sowie im Sommer auch Stari Grad.